# القيروان
القَيْرَوَان ( أو )، مدينة تونسية، تبعد حوالي 160 كيلومتر عن تونس العاصمة والقيروان المعروفة بعاصمة الأغالبة هي أول المدن الإسلامية المشيدة في بلاد المغرب وكان لها دور استراتيجي في الفتح الإسلامي، انطلقت منها حملات الفتح نحو الجزائر والمغرب وإسبانيا وأفريقيا بالإضافة إلى أنها رقاد لعدد من صحابة رسول الله محمد صلى الله عليه وسلم ويطلق عليها الفقهاء «رابعة الثلاث،» بعد مكة والمدينة المنورة والقدس وفي هذه المدينة توجد أهم المعالم للقيروان، منها جامع القيروان الكبير و الذي أسسه عقبة بن نافع.

## تاريخ القيروان
يعود تاريخ القيروان إلى عام 50 هـ / 670 م، عندما قام بإنشائها عقبة بن نافع. وكان هدفه من هذا البناء أن يستقر به المسلمون، إذ كان يخشى إن رجع المسلمون عن أهل إفريقية أن يعودوا إلى دينهم. وتعتبر القيروان من أقدم وأهم المدن الإسلامية، بل هي المدينة الإسلامية الأولى في منطقة المغرب الإسلامي ويعتبر إنشاء مدينة القيروان بداية تاريخ الحضارة العربية الإسلامية في المغرب العربي، فلقد كانت مدينة القيروان تلعب دورين هامين في آن واحد، هما: الجهاد والدعوة، فبينما كانت الجيوش تخرج منها للغزو والتوسعات، كان الفقهاء يخرجون منها لينتشروا بين البلاد يعلِّمون العربية وينشرون الإسلام. فهي بذلك تحمل في كلّ شبر من أرضها عطر مجد شامخ وإرثا عريقا يؤكده تاريخها الزّاهر ومعالمها الباقية التي تمثل مراحل هامة من التاريخ العربي الإسلامي. لقد بقيت القيروان حوالي أربعة قرون عاصمة الإسلام الأولى لإفريقية والأندلس ومركزا حربيّا للجيوش الإسلامية ونقطة ارتكاز رئيسية لإشاعة اللغة العربية. وعندما تذكر القيروان يذكر القائد العربي الكبير عقبة بن نافع وقولته المشهورة عندما بلغ في توسعاته المحيط الأطلسي وهو يرفع يده إلى السماء ويصرخ بأعلى صوته : «اللهم اشهد أني بلغت المجهول ولولا هذا البحر لمضيت في البلاد أقاتل من كفر بك حتى لا يعبد أحد من دونك». تقع القيروان في تونس على بُعد 160 كم من العاصمة تونس. وكلمة القيروان كلمة فارسية دخلت إلى العربية، وتعني مكان السلاح ومحط الجيش أو استراحة القافلة وموضع اجتماع الناس في الحرب..

## أصل التسمية
يرجع أصل كلمة «القيروان» إلى كلمة «کاروان» الفارسية، والتي تعني الرَّتْل العسكري أو القافلة. وهي نفسها الكلمة التي أعطت «caravane» الفرنسية.

## اختيار موقع القيروان
اجتمع عقبة بن نافع بعد انتهائه من بناء مدينة القيروان بوجود أصحابه وأهل العسكر فدار بهم حول مدينة القيروان، وأقبل يدعو لها ويقول في دعائه: اللهم املأها علما وفقها، وأعمرها بالمطيعين والعابدين، واجعلها عزا لدينك وذلا لمن كفر بك، وأعز بها الإسلام.
فلما أرسى عقبة بن نافع قواعد مدينته الجديدة، لم يكن يدري وهو يدعو ربّه ليمنعها من جبابرة الأرض ويملأها فقهاً وعلماً ويجعلها عزّاً للإسلام أيّ مصير تخبِّئه لها الأيام، إلا أنه استراتيجياً كان موفَّقاً في اختياره، فالقيروان توجد على مسيرة يوم من البحر الذي كان البيزنطيون يسيطرون على عبابه، وهي تبعد بمثل ذلك عن الجبال، حيث كانت آنذاك تعتصم القبائل البربرية المناوئة للإسلام، وتمثل القاعدة المحدثة رأس الحربة وسط خط المواجهة المتخذ بين المسلمين والبيزنطيين، بعد انهزام ملكهم جرجير في سبيطلة أمام جيوش معاوية بن حديج سنة 45 هـ، 665 م وتراجع سلطانهم وانحصاره في شمال البلاد.
بجانب ذلك فالقيروان في منبسط من الأرض مديد يسمح باستنفار الفرسان في غير صعوبة، وقد كانت الخيل قوام جيش المسلمين في جُلّ معاركهم وحروبهم المصيرية، وقد راعى عقبة في اختياره لموقع مدينته الجديدة تقريبها من السبخة حتى يوفّر ما تحتاجه الإبل من المراعي، وتسمية القيروان تستجيب للغرض الأصلي من تأسيسها فهي كلمة معرَّبة عن اللغة الفارسية وتعني المعسكر أو القافلة أو محط أثقال الجيش.
ولا ريب أن مختلف الحملات والغزوات التي سبقت بناء القيروان كانت تمر بالموقع، وتتّفق المصادر على أن معاوية بن حديج قد عسكر خلال إحدى حملاته الثلاث على إفريقيّة بالموضع المعروف بالقرن على بعد عشرة كيلومترات شمال غربي القيروان، كما تذكر كتب الطبقات أن الصحابي أبا زمعة البلوي قد استشهد خلال غزوة معاوية بن حديج الأولى العام 34 هـ، 654 م وهو محاصر لجلولة، فأُخذ ودُفن بموضع القيروان

## المكانة العلمية للقيروان

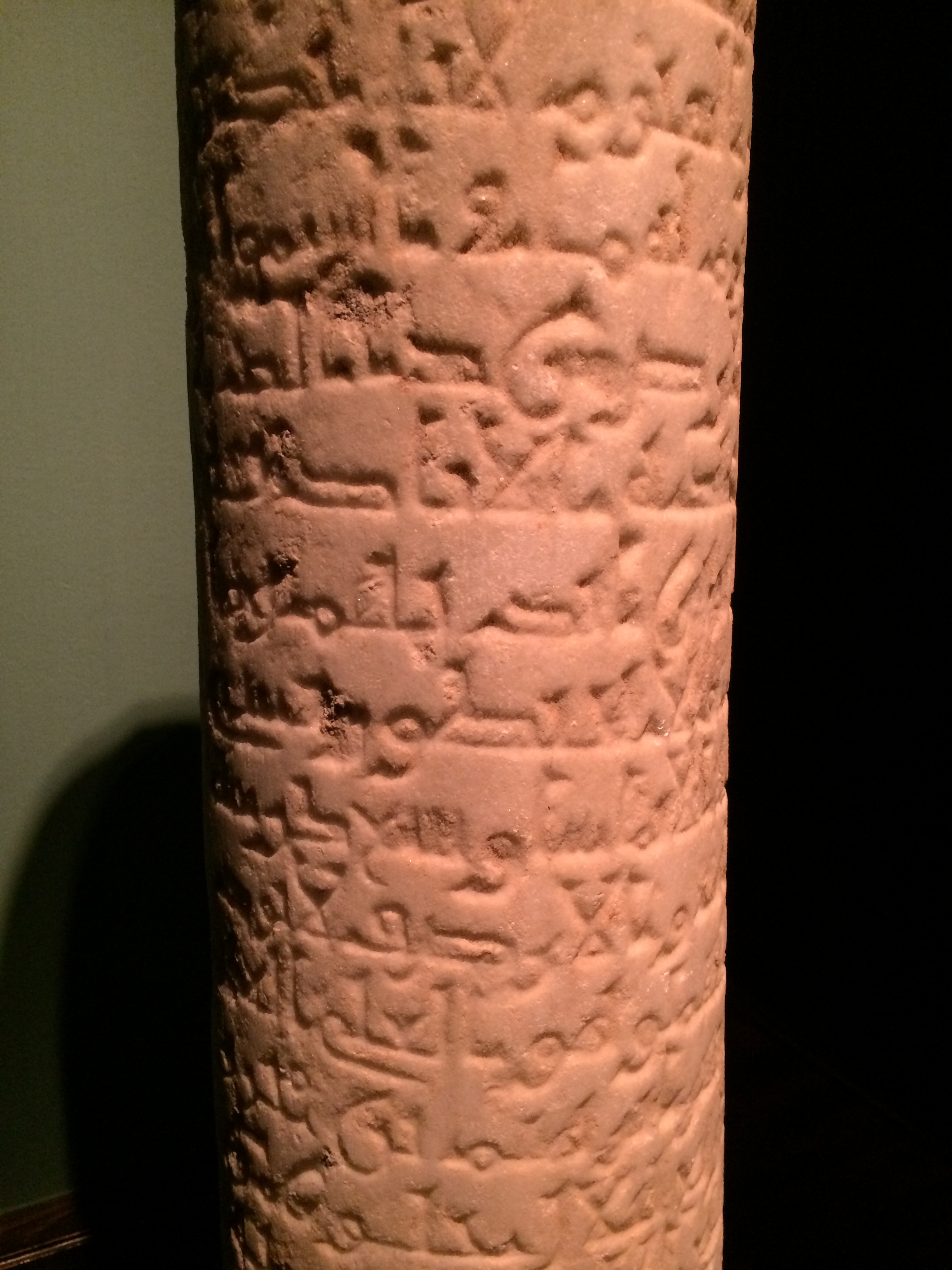
حجر منقوش بالخط الكوفي من القيروان، يرجع للقرن التاسع الميلادي

كانت القيروان أولى المراكز العلمية في المغرب العربي تليها قرطبة في الأندلس ثم فاس في المغرب الأقصى ولقد قصدها أبناء المغرب وغيرها من البلاد المجاورة. وكان مسجد عقبة الجامع ومعه بقية مساجد القيروان تعقد فيه حلقات للتدريس وأنشئت مدارس جامعة أطلقوا عليها (دور الحكمة). واستقدم لها العلماء والفقهاء ورجال الدعوة من الشرق فكانت هذه المدارس وما اقترن به إنشاؤها من انصراف القائمين عليها للدرس والبحث عاملا في رفع شأن لغة القرآن لغة العرب وثقافتهم.
ولقد كان للقيروان دور كبير في نشر وتعليم الدين وعلومه بحكم ما علق على هذه المدينة من آمال في هداية الناس وجلبهم إلى إفريقية وهي نقطة هامة لاحظها الفاتحون منذ أن استقر رأيهم على إنشاء مدينة القيروان، فعندما عزم عقبة بن نافع ومن معه على وضع محراب المسجد الجامع فكروا كثيرا في متجه القبلة، وراقبوا طلوع الشمس وغروبها عدة أيام. وقال له أصحابه:
| القيروان | إن أهل المغرب يضعون قبلتهم على قبلة هذا المسجد فأجهد نفسك في تقويمه | القيروان |

وأصبح محراب القيروان أسوة وقدوة لبقية مساجد المغرب الإسلامي بمعناه الواسع حتى إن محمد بن حارث الخشني بعد أن قدم من القيروان إلى سبتة وشاهد انحراف مسجدها عن قبلة الصلاة عدله وصوبه.
وفي عهد الخليفة الأموي عمر بن عبد العزيز (99-101 هـ / 717 -720م) أراد تثقيف أهل المغرب وتعليمهم أمر دينهم فجعل من مدينة القيروان مركزا للبعثة العلمية المكونة من عشرة أشخاص من التابعين فأرسلهم إلى إفريقية حيث انقطعوا إلى تعليم السكان أمور الدين، ومات غالب أفراد البعثة في مدينة القيروان نفسها.
وهكذا أصبحت مدينة القيروان مركزا للعلم في المغرب الإسلامي حتى كانت مفخرة المغرب. ومنها خرجت علوم المذهب المالكي، وإلى أئمتها كل عالم ينتسب وكان قاضي القيروان يمثل أعلى منصب ديني في عموم البلاد المغربية، وإليه المرجع في تسمية قضاة مختلف الجهات.
و أسهمت القيروان في عهد الأغالبة في نشر المذهب المالكي في أرجاء الدولة الأغلبية، ومنها انتشر في صقلية والأندلس. وقد تم ذلك على يد الإمام سحنون (160-240 هـ / 777 -855م)، وأقرانه وتلاميذه. فهؤلاء كانوا يلتزمون المذهب المالكي، إذ أنهم كانوا يذهبون لأداء فريضة الحج، ثم يلزمون الإمام مالك بن أنس في المدينة المنورة، فتأثروا بفقهه. وقد ولي سحنون قضاء القيروان (234-240 هـ / 848 -854 م)، فكان صاحب النفوذ الأكبر لا في شئون القضاء فحسب، بل في جميع شئون الدولة. ولما عاد سحنون من المدينة المنورة كان قد وضع أسس الكتاب الذي دونه ويسمى المدونة التي أصبحت قاعدة التدريس في المغرب الأدنى، ومن هناك انتقلت إلى الأندلس. وكانت الكتب الفقهية التي ألفها علماء القيروان ابتداء من كتاب المدونة لصاحبه الفقيه الكبير سحنون والذي أصبح مرجعا دينيا لرجال القيروان، إلى رسالة ابن أبي زيد ونوادره وزياداته إلى تهذيب أبي سعيد البراذعي، كانت هذه الكتب وأمثالها عمدة الدارسين والشراح والمعلقين لا يعرفون غيرها إلى المائة السابعة من التاريخ الهجري عندما ابتدأت كتب المشارقة تأتي إلى المغرب مثل مختصر ابن الحاجب ومختصر خليل فيما بعد.

### بيت الحكمة
أنشئت في القيروان المكتبات العامة والمكتبات الملحقة بالجوامع والمدارس والزوايا وكانت مفتوحة للدارسين وتضم نفائس أمهات الكتب. ومن أشهر مكتبات القيروان بيت الحكمة الذي أنشأه إبراهيم الثاني 261-289 هـ / 875 -902 م. في رقادة بالقيروان محاكاة لبيت الحكمة التي أسسها هارون الرشيد في بغداد حيث كانت هذه البيت نواة لمدرسة الطب القيروانية التي أثرت في الحركة العلمية في المغرب لزمن طويل.
وقد استقدم إبراهيم بن أحمد الأغلبي أعدادا كبيرة من علماء الفلك والطب والنبات والهندسة والرياضيات من المشرق والمغرب وزوده بالآلات الفلكية. وكان إبراهيم بن أحمد يبعث كل عام (وأحيانا كل ستة أشهر) بعثة إلى بغداد هدفها تجديد ولائه للخلافة العباسية واقتناء نفائس الكتب المشرقية في الحكمة والفلك مما لا نظير له في المغرب واستقدام مشاهير العلماء في العراق ومصر. وعلى هذا النحو أمكنه في أمد قصير أن يقيم في رقادة نموذجا مصغرا من بيت الحكمة في بغداد، ولم يلبث هذا البيت أن وقع في أيدي الفاطميين بعد سنوات معدودة من وفاته.
ولقد كان بيت الحكمة معهدا علميا للدرس والبحث العلمي والترجمة من اللاتينية، ومركزا لنسخ المصنفات، وكان يتولى الإشراف عليه حفظة مهمتهم السهر على حراسة ما يحتويه من كتب، وتزويد الباحثين والمترددين عليه من طلاب العلم بما يلزمهم من هذه الكتب حسب تخصصاتهم، ويرأس هؤلاء الحفظة ناظر كان يعرف بصاحب بيت الحكمة.
وأول من تولى هذا المنصب عالم الرياضيات أبو اليسر إبراهيم بن محمد الشيباني الكاتب المعروف بأبي اليسر الرياضي، وهو بغدادي النشأة، حيث أتيح له أن يلتقي بالعديد من المحدثين والفقهاء والأدباء واللغويين. وكان قد تنقل في أقطار المشرق قبل أنتقاله إلى الأندلس وأخيرا استقر بالقيروان.
وكان الأمير إبراهيم بن أحمد يعقد المجالس العلمية للمناظرة في بيت الحكمة، وكان يحضر هذه المجالس العلماء البارزون من فقهاء المالكية والحنفية.

### المساجد
يعد مسجد القيروان الذي بناه عقبة بن نافع عند إنشاء المدينة من أهم معالمها عبر التاريخ. ولقد بدأ المسجد صغير المساحة، بسيط البناء، ولكن لم يمض على بنائه عشرون عاما حتى هدمه حسان بن نعمان الغساني وأقام مكانه مسجدا جديدا أكبر من الأول. وفي عهد الخليفة هشام بن عبد الملك أمر بزيادة مساحته، وأضاف إليه حديقة كبيرة في شماله، وجعل له صهريجا للمياه، وشيد مآذنه.
وفي عام 155 هـ / 724 م أعيد بناؤه على يد يزيد بن حاتم، وظل على حاله هذه إلى أن تولى
زيادة الله بن إبراهيم بن الأغلب إمارة إفريقية عام 201 هـ / 817 م فزاد فيه. ولقد سارت التوسعات في العصور المختلفة حتى أصبح يشغل اليوم مساحة مستطيلة تتراوح أضلاعها ما بين (70 و122) مترا.
ويعتبر جامع القيروان من أقدم مساجد المغرب الإسلامي والمصدر الأول الذي اقتبست منه العمارة المغربية والأندلسية عناصرها الزخرفية والمعمارية. كما كان هذا المسجد ميدانا للحلقات الدينية والعلمية واللغوية التي ضمت نخبة من أكبر علماء ذلك العصر.

## من أعلام القيروان
لقد تميّز كل عصر من عصور القيروان بعدد وافر من الأسماء والأعلام في شتى ضروب العلم والمعرفة لمّْا كانت عاصمة المغرب العربي وأعظم مدن القارة الإفريقية ومنارة عالية للإشعاع الفكري والديني والحضاري في عصور الأغالبة والفاطميين والصنهاجيين. ومن هؤلاء الأعلام الإمام سحنون وابن رشيق القيرواني وابن شرف وأسد بن الفرات وابن الجزار.
لكن المهتمين بالتاريخ يذكرون خصوصا اسم المعزّ بن باديس الصنهاجي كأكبر رمز لما بلغته القيروان من حضارة في عهد الصنهاجيين وعبد الله بن الأغلب الذي جعل من القيروان اسما ملأ الدنيا، أما عقبة بن نافع فإنه يظل الفاتح والمؤسس.
كان من أوائل من قام بالتعليم في مدينة القيروان أولئك العشرة من التابعين الذين أرسلهم عمر بن عبد العزيز ليعلموا الناس وكان من أشهر أولئك العشرة إسماعيل بن عبيد الله بن أبي المهاجر الذي كان -بالإضافة إلى أنه عامل للخليفة- من أكثر أفراد تلك البعثة اندفاعا في نشر الدين وإدخال البربر إلى الإسلام.
وكان منهم عبد الله بن يزيد الحُبُلي الذي شهد الاستيلاء على الأندلس مع موسى بن نصير، ثم عاد إلى القيروان ومات فيها.
ومنهم أيضا إسماعيل بن عبيد المشهور بلقب «تاجر الله» وهو الذي بنى المسجد المعروف باسم مسجد الزيتونة، كما بنى سوقا للتجارة عرفت باسم سوق إسماعيل. وقد استشهد غريقا في إحدى الغزوات البحرية لصقلية سنة 107 هـ / 726 م، ومنهم عبد الرحمن بن رافع التنوخي أول من تولى القضاء بمدينة القيروان.
وأما رواد الفقه في القيروان فهم كثير منهم الإمام سحنون بن سعيد الفقيه صاحب أبي القاسم - تلميذ الإمام مالك - ومؤلف كتاب المدونة والذي كان له دور كبير في تدوين المذهب المالكي، وقد حضر دروس هذا الفقيه العديد من طلاب الأندلس الذين قاموا بنشر مذهبه فيما بعد.
وقد عرفت من رجال الفقه كذلك أسد بن الفرات قاضي إفريقية في عهد الأغالبة وقائد الحملة إلى صقلية وفاتح الجزيرة ومحمد ابن الإمام سحنون بن سعيد وابن أبي زيد القيرواني.
كما اشتهر فيها من الشعراء: أبو عبد الله القزاز القيرواني، والحسين بن رشيق القيرواني، وابن هانئ الأندلسي.
وكان من بين علمائها عبد الكريم النهشلي عالم اللغة وكان من أهل الأدب أبو إسحاق (الحصري) القيرواني صاحب زهر الآداب.
أما عن مدرسة الطب فقد اشتهرت منها أسرة ابن الجزار التي توارثت الطب أبا عن جد.

### دورها
لعبت مدينة القيروان دورا رئيسيا في القرون الإسلامية الأولى، فكانت العاصمة السياسية للمغرب الإسلامي ومركز الثقل فيه منذ ابتداء الفتح إلى آخر دولة الأمويين بدمشق. وعندما تأسست الخلافة العباسية ببغداد رأت فيها عاصمة العباسيين خير مساند لها لما أصبح يهدد الدولة الناشئة من خطر الانقسام والتفكك. ومع ظهور عدة دول مناوئة للعاصمة العباسية في المغرب الإسلامي فقد نشأت دولة الأمويين بالأندلس، ونشأت الدولة الرستمية في الجزائر، ونشأت الدولة الإدريسية العلوية في المغرب الأقصى.
وكانت كل دولة من تلك الدول تحمل عداوة لبني العباس خاصة الدولة الإدريسية الشيعية التي تعتبرها بغداد أكبر خطر يهددها. لهذا كله رأى هارون الرشيد أن يتخذ سدا منيعا يحول دون تسرب الخطر الشيعي. ولم ير إلا عاصمة إفريقية قادرة على ذلك، فأعطى لإبراهيم بن الأغلب الاستقلال في النفوذ وتسلسل الإمارة في نسله.
وقامت دولة الأغالبة (184-296هـ / 800 -909م) كوحدة مستقلة ومدافعة عن الخلافة. وقد كانت دولة الأغالبة هذا الدرع المنيع أيام استقرارها، ونجحت في ضم صقلية إلى ملكها عام 264 هـ / 878 م، وقام أمراؤها الأوائل بأعمال بنائية ضخمة في القيروان ذاتها ومنها توسيع الجامع في القيروان، وتوسيع الجامع في تونس، كما عمل الأغالبة على الاهتمام بالزراعة والري في المنطقة، وأقاموا الفسقية المشهورة.
وقد استغل الأمراء الأغالبة تلك المكانة واتخذوها سلاحا يهددون به عاصمة بغداد كلما هم خليفة من خلفائها بالتقليل من شأن الأمراء الأغالبة أو انتقاص سيادتهم. وهذا ما فعله زيادة الله بن الأغلب مع الخليفة المأمون العباسي. فقد أراد هذا الأخير إلحاق القيراون بولاية مصر، وطلب من زيادة الله أن يدعو لعبد الله بن طاهر بن الحسين والي المأمون على مصر فأدخل زيادة الله رسول المأمون إليه، وقال له: إن الخليفة يأمرني بالدعاء لعبد خزاعة. هذا لا يكون أبدا ثم مد يده إلى كيس بجنبه فيه ألف دينار ودفعه للرسول. وكان في الكيس دنانير مضروبة باسم الأدارسة في المغرب ؛ ففهم المأمون مقصد الأمير الأغلبي فكف عن محاولته ولم يعد إليها.
وبسبب هذه المكانة فقد عمل على التقرب منها أكبر ملك في أوروبا إذ بعث الإمبراطور شارلمان بسفرائه إلى إبراهيم بن الأغلب فقابلهم في دار الإمارة بالعباسية في أبهة عجيبة بالرغم من الصلات الودية التي كانت بين هذا الإمبراطور والخليفة العباسي هارون الرشيد.
وفي عهد ولاية إبراهيم بن أحمد بن محمد بن الأغلب (261 - 289 هـ / 875 -902 م) بدأت الفتن تدب بين أمراء الأغالبة. وكان إبراهيم بن أحمد سفاحا لم تسلم منه عامة الناس ولا أقرب الناس إليه وكان غدره بسبعمائة من أهل بلزمة سنة 280 هـ / 894 م سببا من أسباب سقوط دولة بني الأغلب. وفي نفس السنة شقت عصا الطاعة في وجه هذا الأمير مدن تونس، وباجة، وقمودة، وغيرها. وعمت الفوضى أرجاء البلاد بينما الخطر العبيدي الشيعي يزداد يوما بعد يوم. ولما أيقن إبراهيم بن أحمد بخطر بني عبيد حاول سنة 289 هـ /902 م تغيير سياسته، فرفع المظالم، واستمال الفقهاء، وبذل الأموال للشعب ولكن بدون جدوى. وفي عهد حفيده زيادة الله ازداد خوف بغداد واشتد جزعها من الزحف العبيدي فبعث الخليفة العباسي المكتفي بالله يحث أهل إفريقية على نصرة زيادة الله فلم يكن لذلك صدى في النفوس وبذل زيادة الله الأموال بلا حساب ولكن دون جدوى. فلم يمض على هذا الحادث سوى ثلاث سنوات حتى جاءت معركة الأربس الحاسمة سنة 296 هـ / 909 م وفر على إثرها زيادة الله إلى
المشرق ومعه وجوه رجاله وفتيانه وعبيده. وباستيلاء العبيديين على القيروان جمعوا كل المغرب تحت سيطرتهم فشجعهم ذلك على متابعة السير نحو المشرق. وأمكن لهم فيما بعد أن يستولوا على مصر والشام والحجاز. ولولا الظروف السياسية والوضع الداخلي للفاطميين لاستولوا على بغداد نفسها.

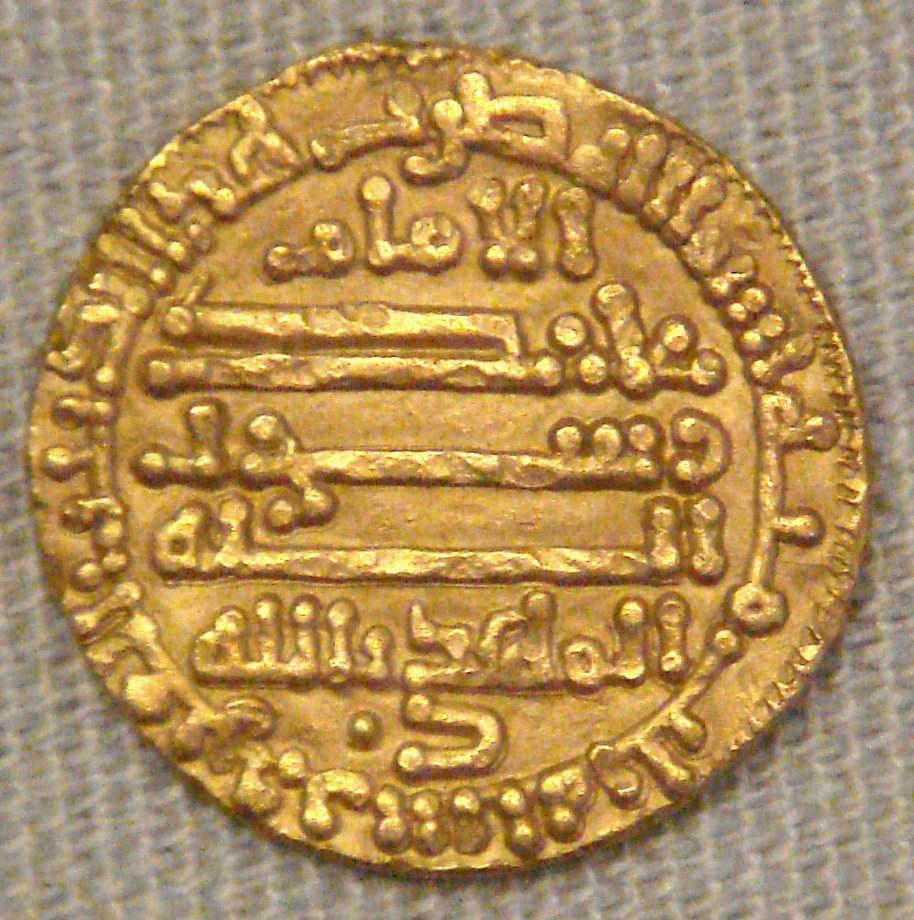
عمبة الخليفة المهدي عام 912م

وعندما انتقل بنو عبيد إلى مصر ووصل المعز لدين الله الفاطمي القاهرة عام 362 هـ / 973 م اهتموا بالقيروان واتخذوها مركزا لنائبهم في إفريقية، وعهدوا إليه بالسهر على حفظ وحدة المغرب والسيطرة عليه. واستخلف المعز الفاطمي بلكين بن زيري الصنهاجي على إفريقية، وكتب إلى العمال وولاة الأشغال بالسمع والطاعة له فأصبح أميرا على إفريقية والمغرب كله، وقام بلكين وخلفاؤه بقمع الثورات التي حصلت خاصة في المغرب في قبائل زناتة.
واستمر المغرب في وحدته الصنهاجية وتبعيته إلى مصر الفاطمية إلى أن انقسم البيت الصنهاجي على نفسه فاستقل حماد الصنهاجي عن القيروان متخذا من القلعة التي بناها قاعدة لإمارته. وكان هذا الانقسام السياسي خير ممهد لظهور دولة المرابطين في المغرب الأقصى. كما كان لهذا الانقسام نتائجه الأليمة فيما بعد عندما أعلن المعز ابن باديس الصنهاجي استقلاله عن الفاطميين، فبعثوا إليه بقبائل الأعراب من الهلاليين فمزق شمل الدولة، وقضى على معالم الحضارة، وخربت القيروان، ولم تعد العاصمة السياسية القوية أو مركزا تشع منه المعارف والعلوم والآداب.
الشيخ عبد الرحمن خليف (27 ماي 1917 - 19 فيفري 2006)

## المدينة الحديثة

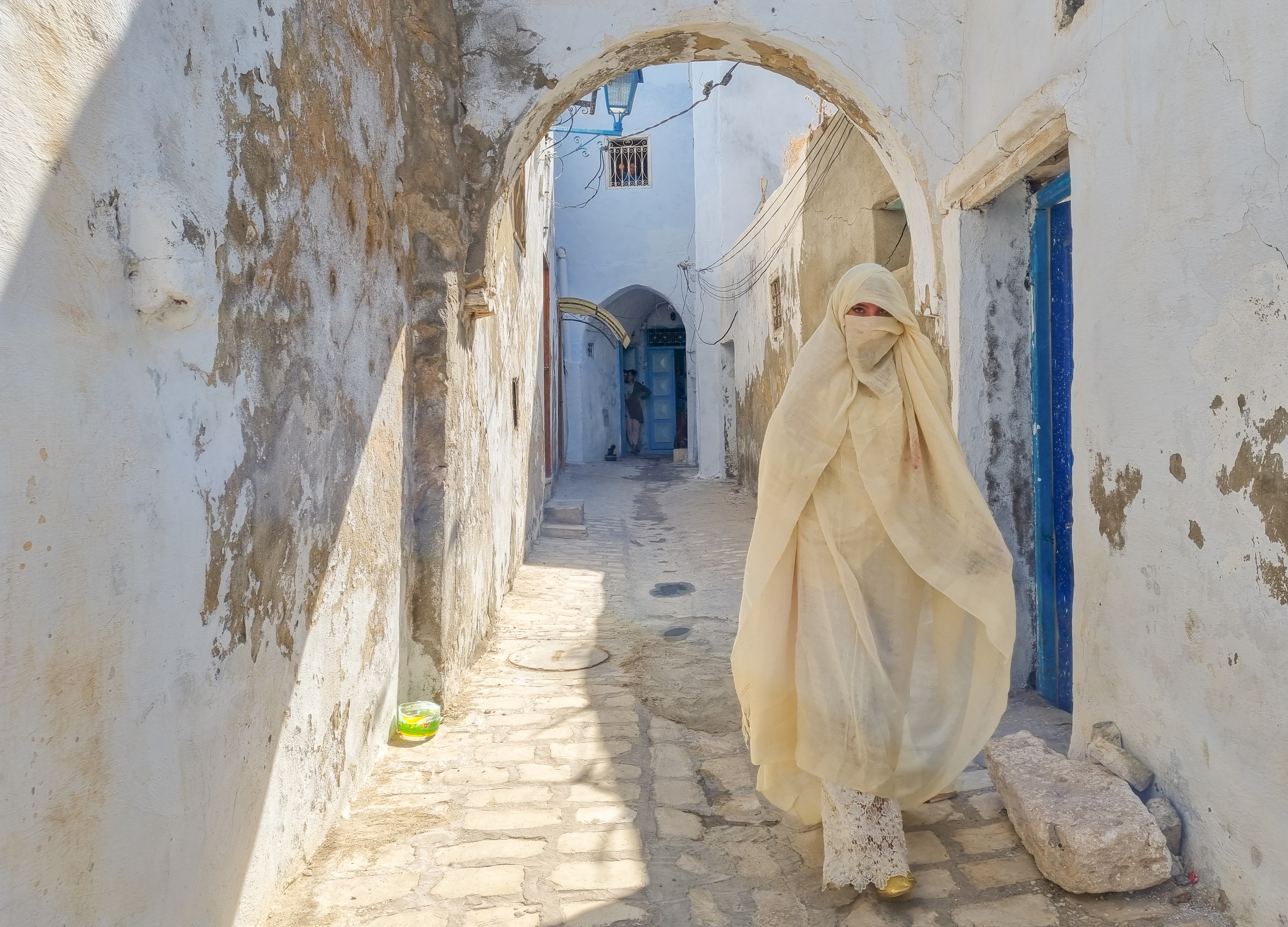
إمرأة مرتدية الحايك بقصبة القيروان

إحدى أهم المدن التونسية ومقر الولاية (117.903 ألف نسمة، عام 2004). تتكون المدينة الحديثة، كسائر مدن المغرب العربي، من القصبة حيث المركز الإداري ومنازل الأعيان المحلّين ومن الأسواق.
يتكون وسط المدينة من شارع الجمهورية وشارع ثورة 14 جانفي 2011 في المدينة العتيقة وساحة الشهداء عند باب الجلادين حيث يوجد في هذه الشوارع كافة المرافق من مدارس ومعاهد ومعاهد عليا ومقاهي ومحلات الملابس الفاخرة والادارات العمومية والمكاتب والبنوك والنزل ومحلات المأكولات السريعة والتقليدية خاصة أكلة الكفتاجي الشهيرة.....

## معالم المدينة

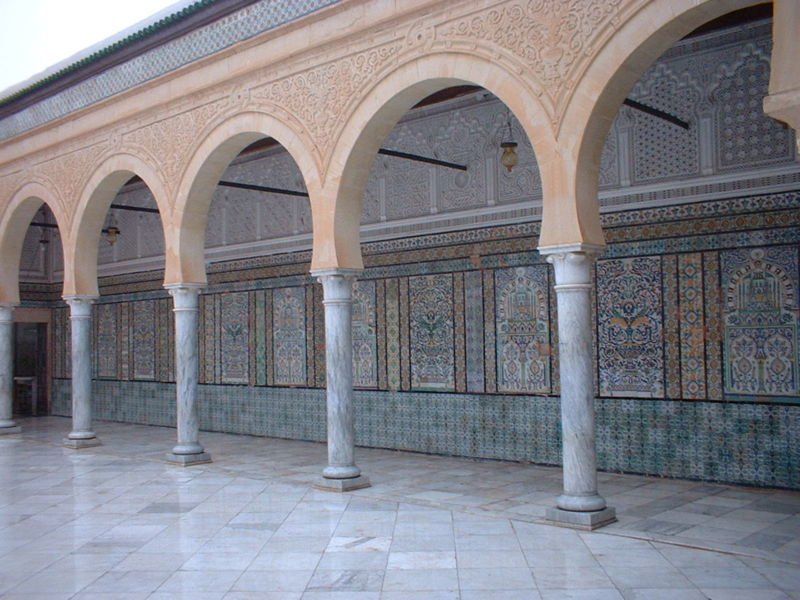
مقام أبي زمعة البلوي

- مقام أبي زمعة البلويجامع عقبة: من أروع شواهد العمارة الإسلامية في المغرب العربي، كان يعتبر أكبر جوامع المغرب العربي حتى أواخر القرن 20 تاريخ بناء جامع الحسن الثاني بالدار البيضاء.
- مقام الصحابي أبي زمعة البلوي: وهو من أهم المزارات الدينية في تونس.
- مقام سيدي عبيد الغرياني
- مقام سيدي عمر عبادة
- بئر بروطة
- فسقيات الأغالبة
- جامع الأبواب الثلاثة
- المتحف الوطني للفنون الإسلامية برقادة
- سور المدينة: أبواب السور (باب الجلادين وهو الباب الرئيسي والأكثر حركية، باب تونس: ثاني أهم الأبواب، الباب الجديد: قبالة مسجد الزيتونة، باب الخوخة وهو الباب المؤدي إلى مسجد عقبة بن نافع، باب لِلاَ ريحانة وهو يؤدي إلى المسجد أيضا ويقع عند مقام سيدي السيوري...)
- الأسواق : سوق الربع حيث يباع سجاد القيروان الشهير (الزربية)، سوق البلاغجية حيث تصنع وتباع الأحذية والسروج، سوق الجرابة حيث تنسج وتباع الأقمشة والأغطية ولوازم صناعة السجاد، سوق العطارين حيث تباع العطرات والبخور ولوازم الأعراس، سوق النحاسين حيث تصنع وتباع أواني النحاس، سوق الخضراوين...

## التوأمة
- قرطبة، إسبانيا.
- فاس، المغرب منذ 2010.

## صور

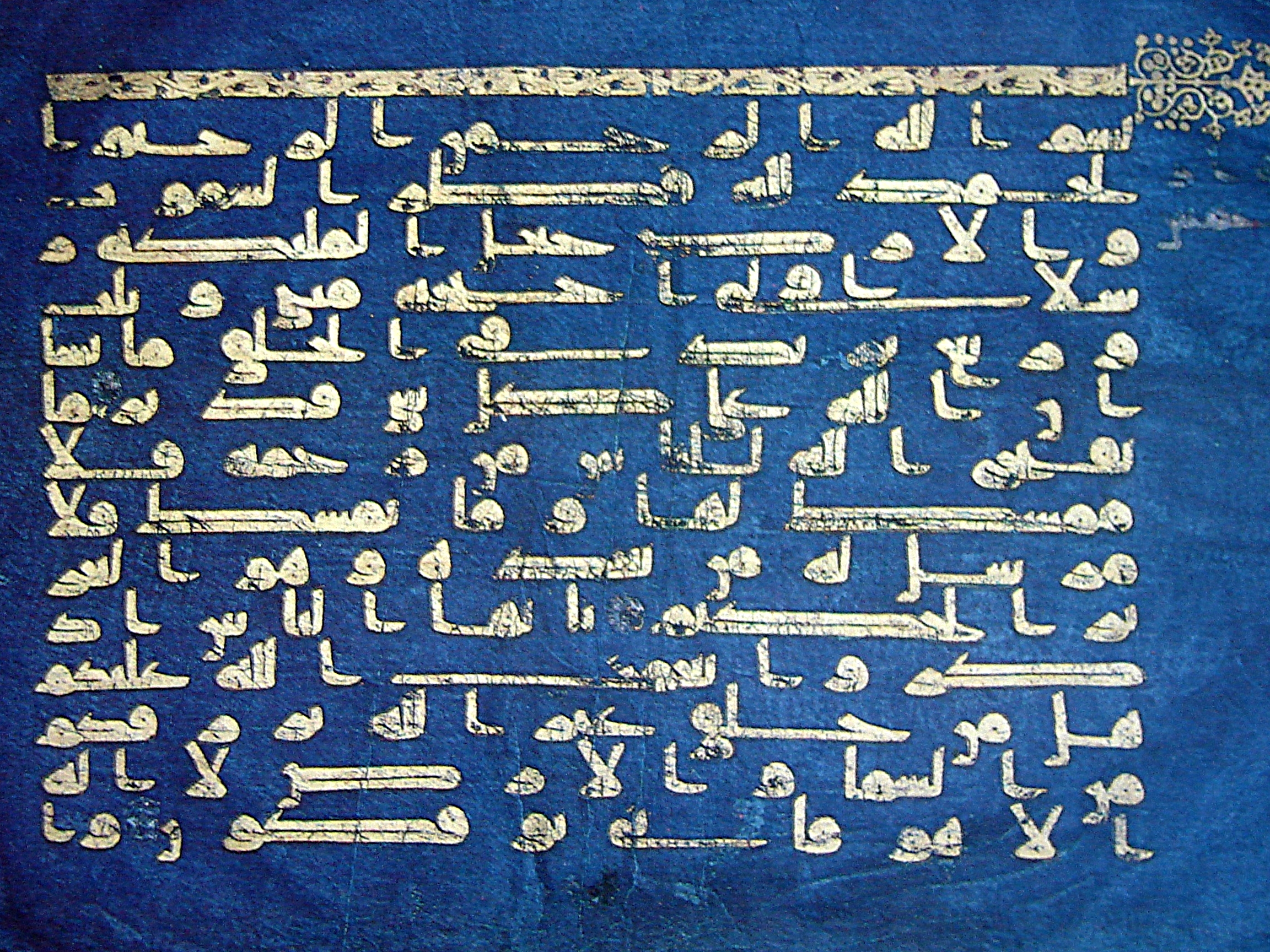
صفحة من القرآن الأزرق
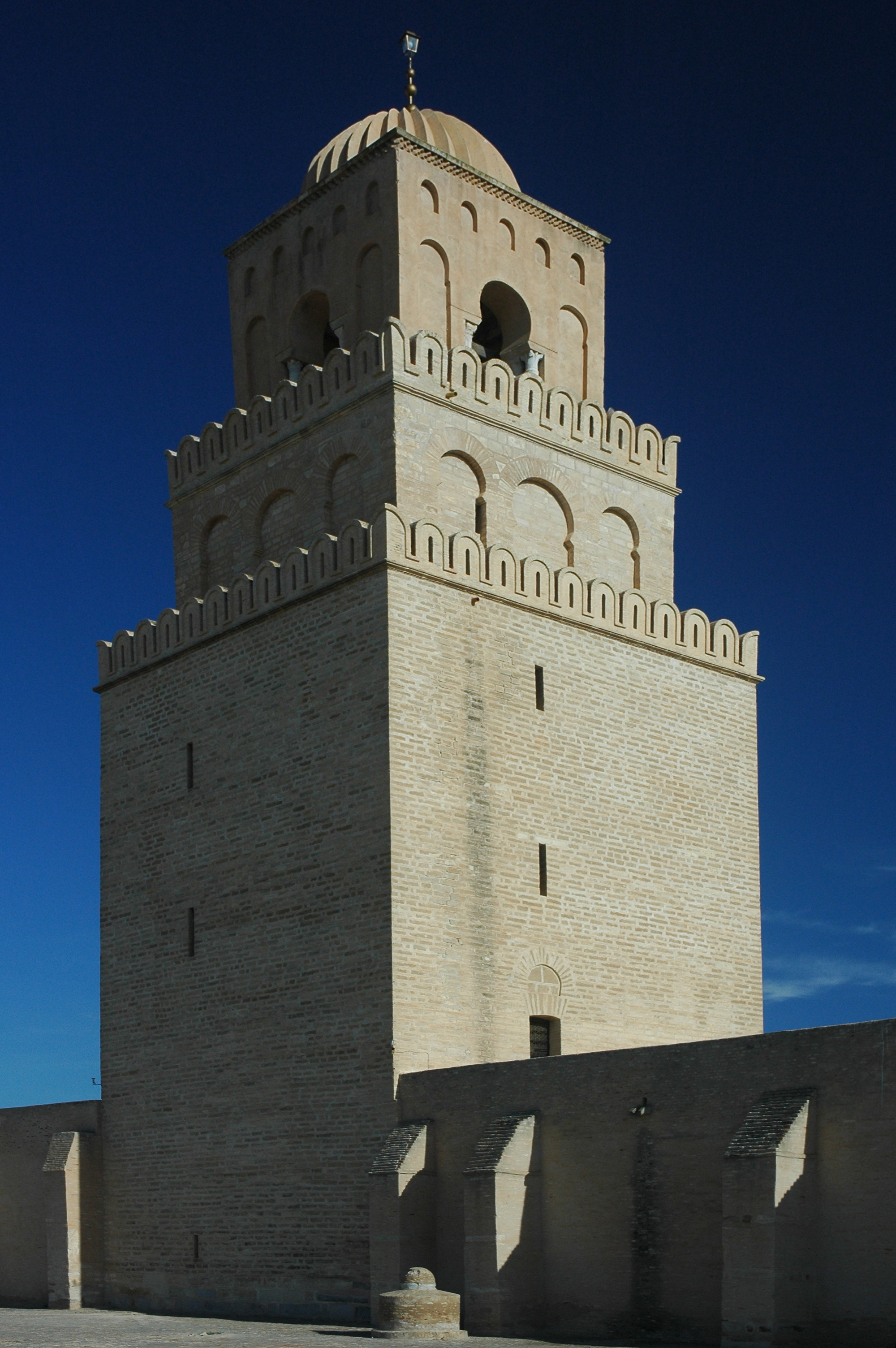
صومعة جامع عقبة ابن نافع
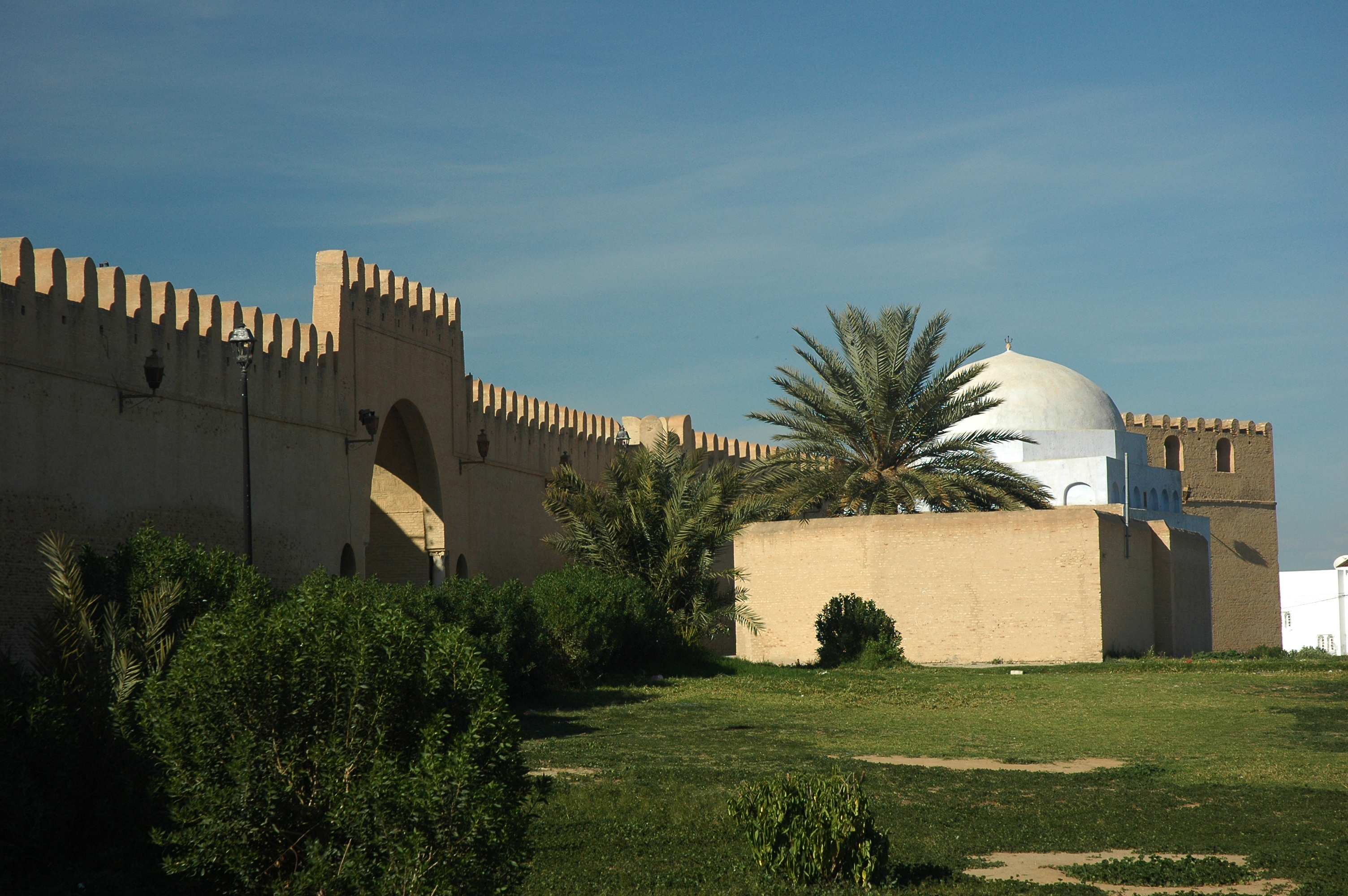
سور مدينة القيروان
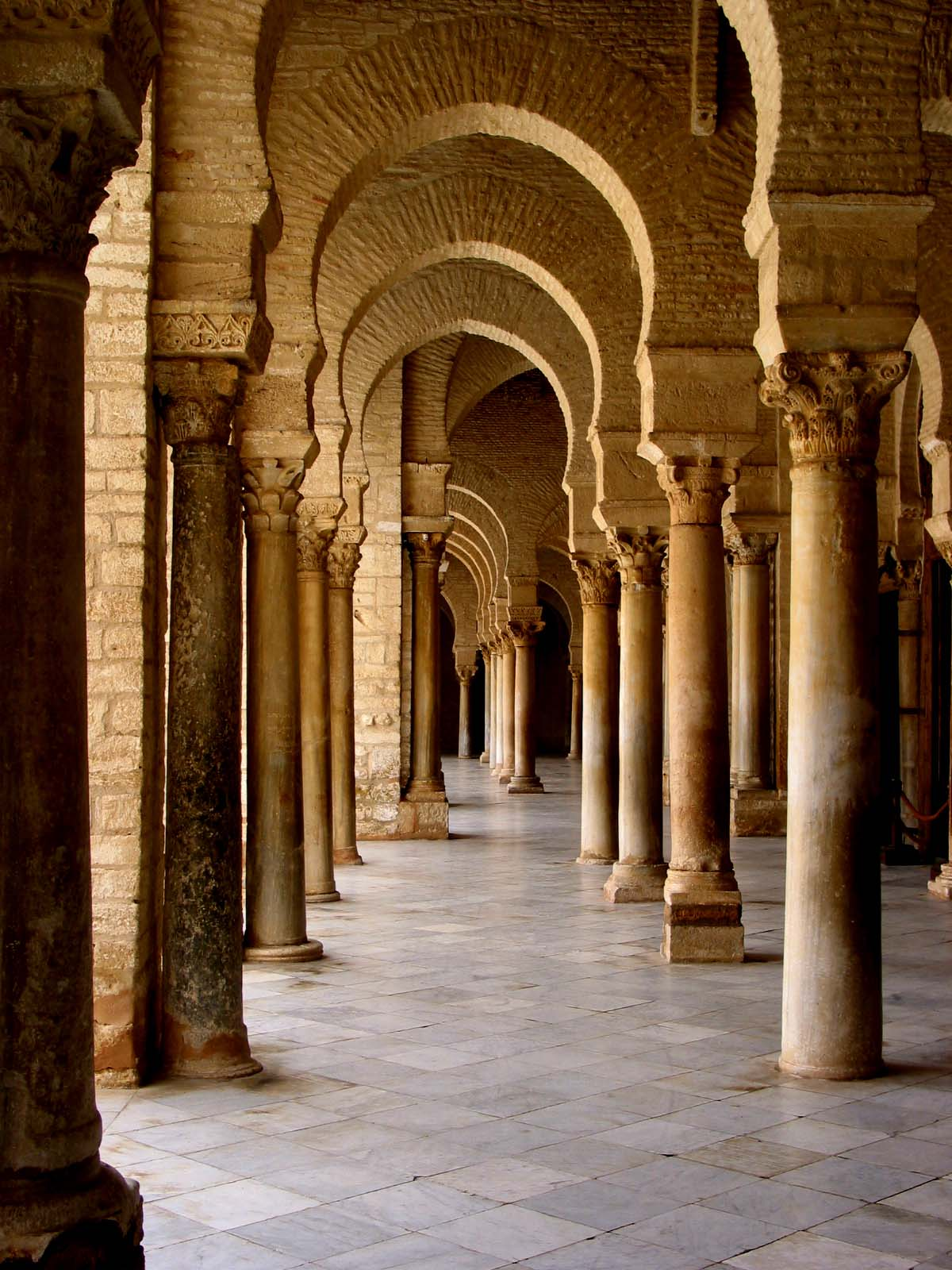
جامع عقبة من الداخل
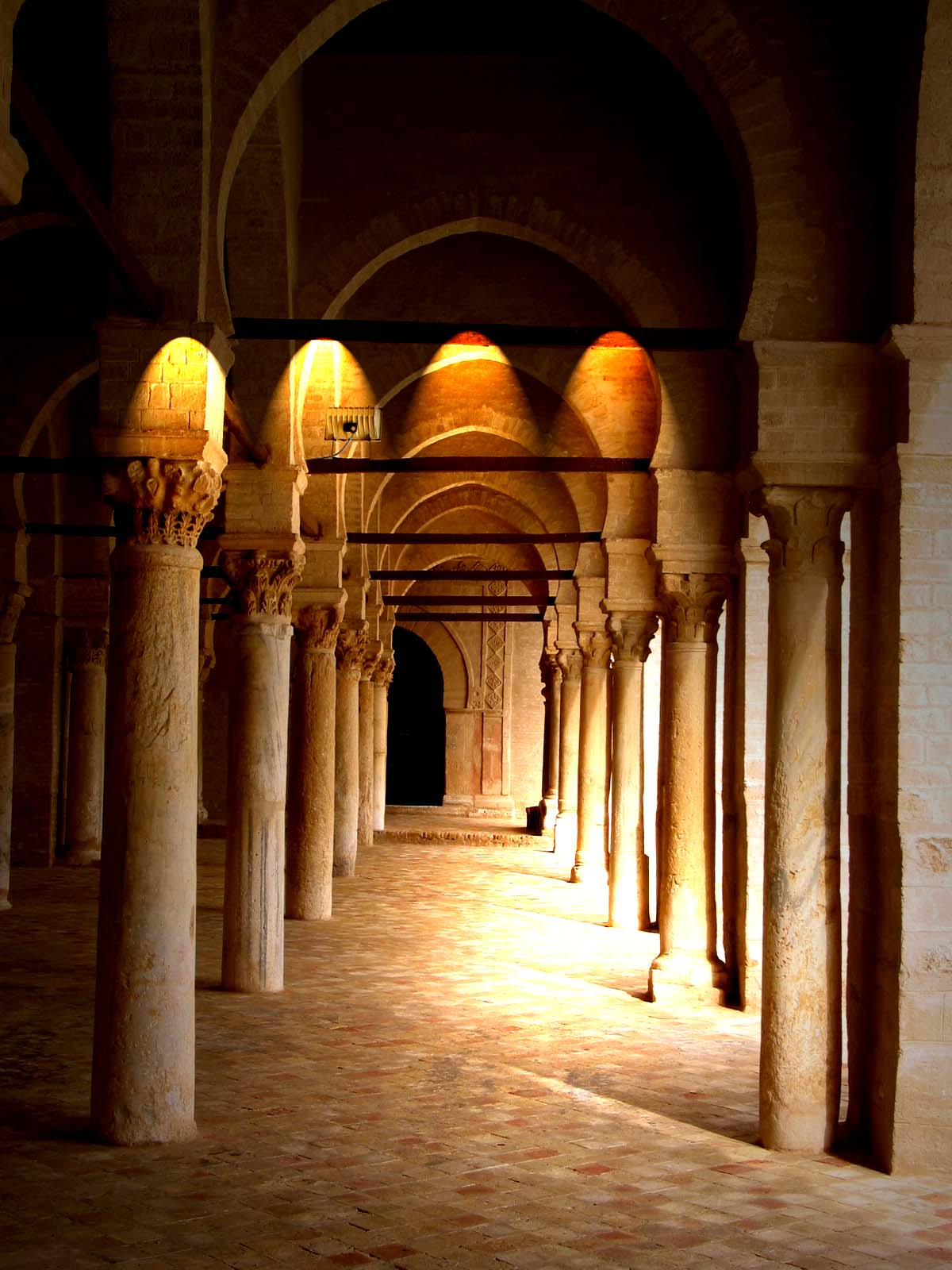
جامع عقبة من الداخل
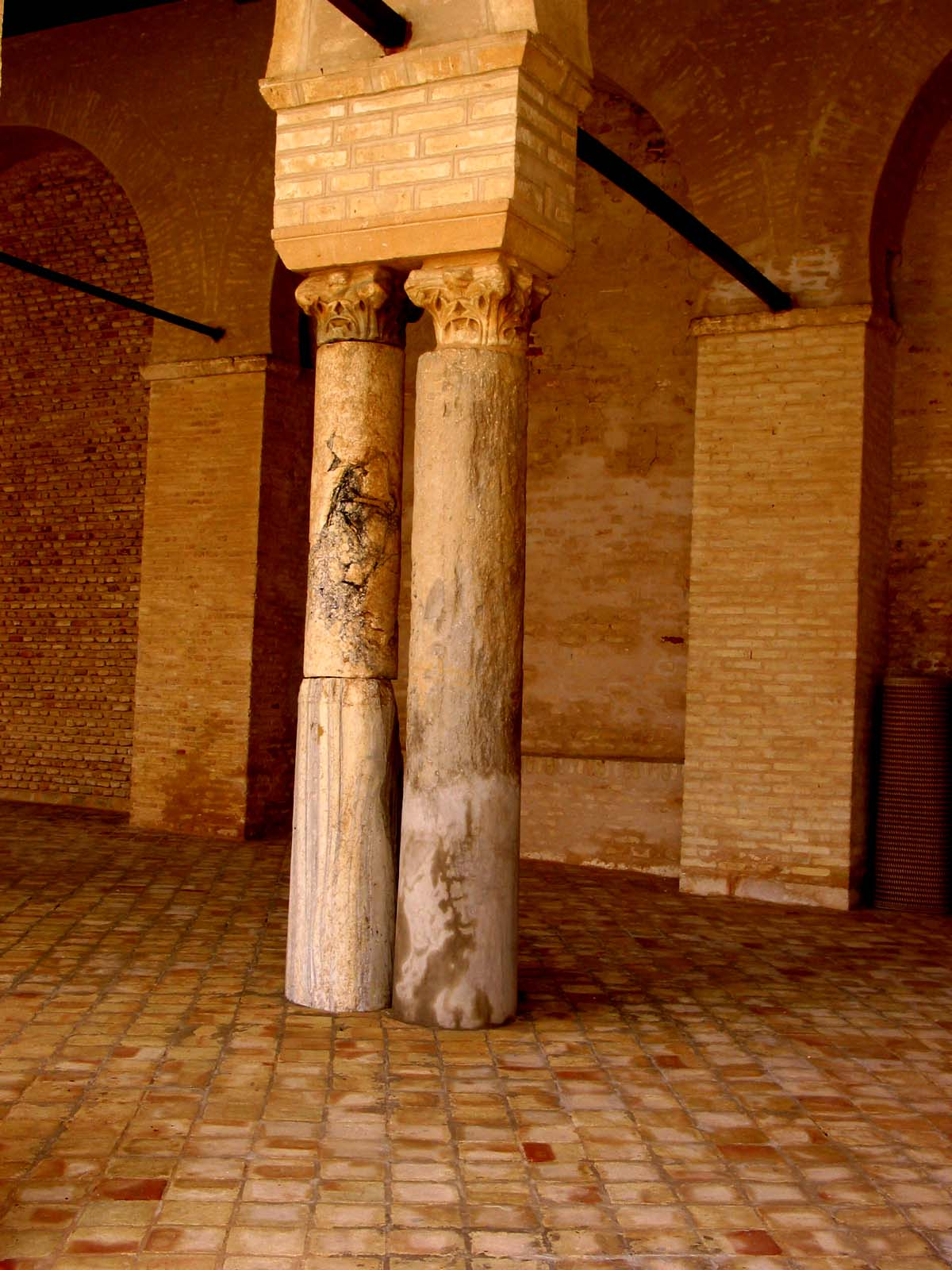
جامع عقبة من الداخل
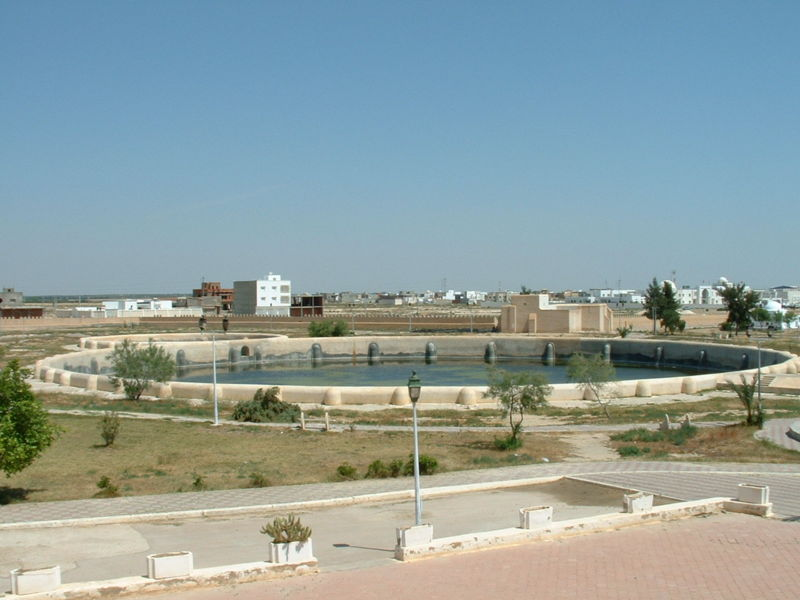
فسقية الأغالبة

## وصلات خارجية
- الموقع الرسمي
- بوابة القيروان
- قائمة الحكام بالقيروان